# رایانشانی
رایانشانی یا آدرس ای‌میل (به انگلیسی: Email address) نشانی یک نامه‌دان (به انگلیسی: mail box یا email box) در شبکه است که رایانامه های صاحبش به آن می‌رسند یا از آن به رایانشانی‌های دیگر فرستاده می‌شوند. یک رایانشانی مانند wikinevis@example.com دربردارندۀ این جزءهاست: نامی که صاحب رایانشانی برگزیده است (در اینجا: wikinevis)، نشانۀ @ و دامنه اینترنتیای که رایانشانی در آن ساخته شده است.

## منبع‌ها
1. ↑  «جست‌وجوی واژه‌های مصوّب فرهنگستان». بایگانی‌شده از اصلی در ۵ مارس ۲۰۱۶. دریافت‌شده در ۱۳ نوامبر ۲۰۱۳.